# Kim Eriksen
Kim Jolin Eriksen (* 10. Februar 1964 in Silkeborg) ist ein ehemaliger dänischer Radrennfahrer und nationaler Meister im Radsport.

## Sportliche Laufbahn
Noch als Junior gewann er die Berliner Vier-Etappenfahrt (Berlin-Rundfahrt) 1984. 1981 und 1982 hatte er die Internationale 3-Etappen-Rundfahrt für Junioren in Deutschland gewonnen. 
Als Amateur holte er 1983 seinen ersten nationalen Titel, als er mit Bjarne Riis, Lars Jensen und Michael Marcussen die Meisterschaft im Mannschaftszeitfahren gewann. 1984 holte er dann den Titel im Straßenrennen. In Italien siegte er 1983 im Eintagesrennen Trofeo Matteotti für Amateure und entschied zwei Etappen des Giro delle Regioni für sich. 1984 gewann er den Prolog und eine Etappe der Schweden-Rundfahrt sowie eine Etappe im Sealink International Grand Prix.
Eriksen war Teilnehmer der Olympischen Sommerspiele 1984 in Los Angeles. Im olympischen Straßenrennen wurde er als 40. klassiert. Im Mannschaftszeitfahren kam der dänische Vierer mit John Carlsen, Kim Eriksen, Lars Jensen und Søren Lilholt auf den 7. Platz.
Von 1984 bis 1990 fuhr Eriksen als Berufsfahrer, er begann seine Profikarriere im Radsportteam La Vie claire.
Als Profi war er auf einem Tagesabschnitt der Dänemark-Rundfahrt 1988 erfolgreich. Im Meisterschaftsrennen der dänischen Profis wurde er 1988 beim Sieg von Søren Lilholt Dritter. 
Zweimal startete er im Giro d’Italia. 1985 wurde er 113. und 1986 119. der Gesamtwertung.
Im Bahnradsport konnte er 1989 das Sechstagerennen von Perth mit Michael Marcussen als Partner gewinnen. 1990 beendete er seine Profikarriere.